# Biegi narciarskie na Zimowym Olimpijskim Festiwalu Młodzieży Europy 2023
Biegi narciarskie na Zimowym Olimpijskim Festiwalu Młodzieży Europy 2023 – jedna z dyscyplin rozgrywanych podczas festiwalu w dniach 23–27 stycznia 2023 r. w Ski Area Sappada. Podczas zawodów odbędzie się siedem konkurencji.

## Zestawienie medalistów

### Dziewczyn
| Data             | Konkurencja                               | Złoto          | Wynik   | Srebro           | Wynik   | Brąz              | Wynik   | Źródło |
| ---------------- | ----------------------------------------- | -------------- | ------- | ---------------- | ------- | ----------------- | ------- | ------ |
| 23 stycznia 2023 | Bieg na 7.5 km s. klasycznym (szczegóły)  | Mira Göransson | 23:00.2 | Silva Kemppi     | 23:35.0 | Lena Einsiedler   | 23:41.1 | [ 1 ]  |
| 25 stycznia 2023 | Bieg na 5 km s. dowolnym (szczegóły)      | Margot Tirloy  | 13:10.1 | Silva Kemppi     | 13:42.2 | Estelle Darbellay | 13:44.5 | [ 2 ]  |
| 26 stycznia 2023 | Sprint s. klasycznym (1.2 km) (szczegóły) | Heidi Bucher   | 2:45.87 | Minna Mikaelsson | 2:46.04 | Maja Axelsson     | 2:46.08 | [ 3 ]  |

### Chłopców
| Data             | Konkurencja                               | Złoto            | Wynik   | Srebro           | Wynik   | Brąz             | Wynik   | Źródło |
| ---------------- | ----------------------------------------- | ---------------- | ------- | ---------------- | ------- | ---------------- | ------- | ------ |
| 23 stycznia 2023 | Bieg na 10 km s. klasycznym (szczegóły)   | Gabriele Matli   | 27:05.7 | Simon Nordlander | 27:52.7 | Hugo Nilsson     | 27:52.8 | [ 4 ]  |
| 24 stycznia 2023 | Bieg na 7.5 km s. dowolnym (szczegóły)    | Gabriele Matli   | 18:08.5 | Federico Pozzi   | 18:15.9 | Hugo Nilsson     | 18:32.5 | [ 5 ]  |
| 26 stycznia 2023 | Sprint s. klasycznym (1.2 km) (szczegóły) | Jonatan Lindberg | 2:23.61 | Federico Pozzi   | 2:24.77 | Simon Nordlander | 2:25.23 | [ 6 ]  |

### Drużynowo
| Data             | Konkurencja                            | Złoto                                                                               | Wynik   | Srebro                                                                             | Wynik   | Brąz                                                                              | Wynik   | Źródło |
| ---------------- | -------------------------------------- | ----------------------------------------------------------------------------------- | ------- | ---------------------------------------------------------------------------------- | ------- | --------------------------------------------------------------------------------- | ------- | ------ |
| 27 stycznia 2023 | Sztafeta mieszana 4 x 5 km (szczegóły) | Szwecja 1. Simon Nordlander · 2. Mira Göransson · 3. Hugo Nilsson · 4. Moa Lindgren | 51:45,0 | Finlandia 1. Jesse Kahara · 2. Selene Rossi · 3. Akseli Pitkanen · 4. Silva Kemppi | 51:48,5 | Czechy 1. Jonáš Hellmich · 2. Hana Randáková · 3. Matěj Kožnar · 4. Anna Milerská | 52:03,8 | [ 7 ]  |

## Klasyfikacja medalowa

### Ogólna
*   Gospodarz ( Włochy)
| Miejsce | Reprezentacja | Złoto | Srebro | Brąz | Razem |
| ------- | ------------- | ----- | ------ | ---- | ----- |
| 1       | Szwecja       | 3     | 2      | 4    | 9     |
| 2       | Włochy*       | 2     | 2      | 0    | 4     |
| 3       | Francja       | 1     | 0      | 0    | 1     |
| 3       | Austria       | 1     | 0      | 0    | 1     |
| 5       | Finlandia     | 0     | 3      | 0    | 3     |
| 6       | Niemcy        | 0     | 0      | 1    | 1     |
| 6       | Czechy        | 0     | 0      | 1    | 1     |
| 6       | Szwajcaria    | 0     | 0      | 1    | 1     |
| Razem   | Razem         | 7     | 7      | 7    | 21    |

### Dziewczyn
| Miejsce | Reprezentacja | Złoto | Srebro | Brąz | Razem |
| ------- | ------------- | ----- | ------ | ---- | ----- |
| 1       | Szwecja       | 1     | 1      | 1    | 3     |
| 2       | Francja       | 1     | 0      | 0    | 1     |
| 2       | Austria       | 1     | 0      | 0    | 1     |
| 4       | Finlandia     | 0     | 2      | 0    | 2     |
| 5       | Niemcy        | 0     | 0      | 1    | 1     |
| 5       | Szwajcaria    | 0     | 0      | 1    | 1     |
| Razem   | Razem         | 3     | 3      | 3    | 9     |

### Chłopców
| Miejsce | Reprezentacja | Złoto | Srebro | Brąz | Razem |
| ------- | ------------- | ----- | ------ | ---- | ----- |
| 1       | Włochy*       | 2     | 2      | 0    | 4     |
| 2       | Szwecja       | 1     | 1      | 3    | 5     |
| Razem   | Razem         | 3     | 3      | 3    | 9     |